# Reacción de metátesis
Una reacción de metátesis, a veces llamada reacción de doble reemplazo o reacción de doble desplazamiento, es un proceso químico que implica el intercambio de enlaces entre dos especies químicas que reaccionan, lo que resulta en la creación de productos con afiliaciones de enlace similares o idénticas. Esta reacción está representada por el esquema general:

{\displaystyle \mathrm {A-B+\ C-D{\xrightarrow {\ }}A-D+\ C-B} }
{\displaystyle {\overset {+1}{\color {Orange}{\ce {Ag}}}}{\overset {-1}{\color {Blue}{\ce {NO3}}}}+{\overset {+1}{\color {Green}{\ce {H}}}}{\overset {-1}{\color {Magenta}{\ce {Cl}}}}\rightarrow {\overset {+1}{\color {Green}{\ce {H}}}}{\overset {-1}{\color {Blue}{\ce {NO3}}}}+{\overset {+1}{\color {Orange}{\ce {Ag}}}}{\overset {-1}{\color {Magenta}{\ce {Cl(v)}}}}}
El enlace entre las especies que reaccionan puede ser iónico o covalente. Clásicamente, estas reacciones dan como resultado la precipitación de un producto.
En la literatura antigua, el término doble descomposición se encuentra con frecuencia. Se usa más específicamente cuando al menos una de las sustancias no se disuelve en el disolvente, ya que el intercambio de ligandos o iones tiene lugar en el estado sólido del reactivo. Por ejemplo:
A-X(ac.) + B-Y(s) → A-Y(ac.) + B-X(s).

## Tipos de reacción

### Metátesis de sales
La metátesis de sales es una técnica común de intercambio de contraiones. La elección de los reactivos puede estar guiada por una tabla de solubilidad o por su energía reticular. La teoría HSAB también se puede utilizar para predecir los productos de una reacción de metátesis.
La metátesis de sal a menudo se emplea para obtener sales que son solubles en disolventes orgánicos. Un ejemplo es la metátesis del perrenato de sodio con la sal de tetrabutilamonio:
{\displaystyle \mathrm {NaReO_{4}+\ N(C_{4}H_{9})_{4}Cl{\xrightarrow {\ }}N(C_{4}H_{9})_{4}[ReO_{4}]+\ NaCl} }
La sal de tetrabutilamonio precipita en la disolución acuosa. Es soluble en diclorometano.
La metátesis de sal puede realizarse en una disolución no acuosa, como en la reacción de metátesis de tetrafluoroborato de ferrocenio con una sal más lipofílica que contiene el anión borato de tetraquis(pentafluorofenilo):
{\displaystyle \mathrm {[Fe(C_{5}H_{5})_{2}]BF_{4}+\ NaB(C_{6}F_{5})_{4}{\xrightarrow {\ }}[Fe(C_{5}H_{5})_{2}]B(C_{6}F_{5})_{4}+\ NaBF_{4}} }
Cuando la reacción se lleva a cabo en diclorometano, la sal NaBF4 precipita y la sal B(C6F5)4- permanece en disolución.
Las reacciones de metátesis también pueden ocurrir entre dos sales inorgánicas cuando un producto es insoluble en agua. Por ejemplo, la precipitación de cloruro de plata en una mezcla de nitrato de plata y Cloruro de hexamminecobalto(III) libera la sal de nitrato del complejo de cobalto:
{\displaystyle \mathrm {3\ AgNO_{3}+\ [Co(NH_{3})_{6}]Cl_{3}{\xrightarrow {\ }}3\ AgCl+\ [Co(NH_{3})_{6}](NO_{3})_{3}} }
Los reactivos no necesitan ser altamente solubles para que tengan lugar las reacciones de metátesis. Por ejemplo, el tiocianato de bario se forma al hervir una suspensión de tiocianato de cobre (I) e hidróxido de bario en agua:
{\displaystyle \mathrm {Ba(OH)_{2}+2\ CuCNS{\xrightarrow {\ }}Ba(CNS)_{2}+2\ CuOH} }

### Intercambio metálico
Se trata de una reacción de metátesis entre dos compuestos organometálicos. La fórmula general es: 
{\displaystyle \mathrm {R-M+\ R'-M'{\xrightarrow {\ }}R-M'+\ R'-M} }
Un ejemplo clásico de este tipo de metátesis es la reacción entre un compuesto de organolitio (generalmente butil o fenil-litio) con compuestos de organoestaño como el tetraviniletaño:
{\displaystyle \mathrm {4\ PhLi+\ (CH_{2}=CH)_{4}Sn{\xrightarrow {\ }}Ph_{4}Sn+4\ (CH_{2}=CH)Li} }
La precipitación de la sal de tetrafenilestaño desplaza el equilibrio hacia la derecha obteniéndose unas rendimientos muy buenos de vinil-litio.

### Intercambio metal-halógeno
Se trata de una reacción de metátesis entre un compuesto organometálico y un halogenuro. Si tomamos un halogenuro metálico, la fórmula general es: 
{\displaystyle \mathrm {R-M+\ M'-X{\xrightarrow {\ }}R-X+\ R-M'} }
La clave de esta reacción reside en que M sea más electropositivo que M'. En ocasiones, esta reacción también se llama transmetalación.
Un ejemplo clásico sería la reacción de metátesis entre un organolitio y tricloruro de antimonio:
{\displaystyle \mathrm {3\ CH_{3}Li+\ SbCl_{3}{\xrightarrow {\ }}(CH_{3})_{3}Sb+3\ LiCl} }
Otra manera de producirse este tipo de reacción de metátesis es con halogenuros de arilo. La fórmula general es:
{\displaystyle \mathrm {R-M+\ R'-X{\xrightarrow {\ }}R-X+\ R'-M} } (donde M suele ser un metal muy electropositivo como el Li).
Este equilibrio es desplazado hacia la derecha cuando R' es un estabilizante de carga negativa mayor que R. Así pues, la reacción solamente es práctica con halogenuros de arilo (X=I, Br, rara vez Cl, pero nunca F). En el caso de usar un fluoroarilo, como C6H5F, no se produce un intercambio directo con el metal, sino que se produce una orto-metalación, donde se elimina el M-F, produciendo un arino (se produce un triple enlace C-C en la posición del flúor) y por posterior hidrólisis se obtiene el areno Ph-R.
Un grupo importante de reacciones de metátesis de este tipo se dan con el litio como metal:
{\displaystyle \mathrm {RLi+\ PhX{\xrightarrow {\ }}RX+\ PhLi} }
Esta reacción tiene reacciones competitivas: alquilación y metalación de PhX, sin embargo, el intercambio metal-halógeno es una reacción relativamente rápida, por lo que se ve favorecida a bajas temperaturas (control cinético). Esto permite el uso de sustratos con sustituyentes reactivos como NO2, CONR2, COOR, SiCl3... que no son atacados por el RLi a estas bajas temperaturas. El intercambio metal-halógeno del t-BuLi con R-I, donde R es un alquilo primario, es más rápido que la propia desprotonación el metanol.

### Alquilación
Los complejos metálicos se alquilan mediante reacciones de metátesis. Es ilustrativa la metilación del dicloruro de titanoceno para dar el reactivo de Petasis:
{\displaystyle \mathrm {(C_{5}H_{5})_{2}TiCl_{2}+2\ Mg(CH_{3})Cl{\xrightarrow {\ }}(C_{5}H_{5})_{2}Ti(CH_{3})_{2}+2\ MgCl_{2}} }
La sal de magnesio suele precipitar en el disolvente de reacción.
Las reacciones de metátesis de complejos organometálicos sirven para preparar complejos de alquilo mediante la reacción de complejos de cloruro con fenillitio o bencilpotasio.
{\displaystyle {\ce {[N(SiMe2CH2PMe2)]2YCl + PhLi -> [N(SiMe2CH2PMe2)]2YPh + LiCl}}}
También se conoce la preparación de dimetilcalcio por metátesis a partir de metil-litio y bis(trimetilsililamida) de calcio en éter dietílico.
{\displaystyle \mathrm {Ca[N\{Si(CH_{3})_{3}\}_{2}]_{2}+2\ LiCH_{3}\longrightarrow Ca(CH_{3})_{2}+2\ Li[N\{Si(CH_{3})_{3}\}_{2}]} }

### Reacción de neutralización
Una reacción de neutralización es un tipo de reacción de metátesis o doble reemplazo. Ésta ocurre cuando un ácido reacciona con una cantidad igual de una base. Esto generalmente crea una mezcla en disolución de sal y agua. Por ejemplo, el ácido clorhídrico reacciona con hidróxido de sodio para producir cloruro de sodio y agua:
{\displaystyle \mathrm {HCl+\ NaOH{\xrightarrow {\ }}NaCl+\ H_{2}O} }

### Metátesis orgánica
En química orgánica, la metátesis es una reacción en la que se invierten fragmentos entre moléculas orgánicas. Este fenómeno fue descubierto en la década de 1950 por el posterior análisis de los resultados de la polimerización del etileno realizado por Karl Ziegler. El trabajo de Yves Chauvin en el Instituto Francés del Petróleo ha permitido comprender el mecanismo y la aplicación industrial de esta reacción en el campo de la petroquímica.
La metátesis se lleva a cabo normalmente con alquenos (olefinas), aunque también pueden sufrirla otros compuestos orgánicos, como los alquinos. En el contexto de la metátesis de alquenos, los fragmentos intercambiados corresponden a grupos alquilideno (cadenas de alquilo portadoras de carbeno). Los catalizadores de metátesis de alquenos son generalmente complejos de metales de transición como níquel, wolframio, molibdeno o rutenio.

#### Metátesis olefínica
Las primeras reacciones de metátesis de olefinas fueron catalizadas por metales de transición combinados con ácidos de Lewis, como WCl2/Bu4Sn, WOCl4/EtAlCl2, MoO3/SiO2 o Re2O7/Al2O3. Sin embargo, estos catalizadores tienen un uso bastante limitado en síntesis orgánica porque toleran relativamente pocos grupos funcionales y requieren altas temperaturas. El mecanismo de catálisis propuesto por Yves Chauvin implica la reacción del alqueno con un carbeno para producir un metalaciclobutano como intermediario.
En 1990, Richard Schrock y su equipo describieron varios derivados del molibdeno, incluido el denominado catalizador Schrock, que demostró ser muy eficaz para catalizar la metátesis de olefinas incluso ligeramente reactivas. Este catalizador está en el origen del uso de la metátesis en la síntesis orgánica, fuera de su contexto industrial. Desafortunadamente, el catalizador de Schrock siguió siendo difícil de usar debido a su sensibilidad al aire y al agua y su intolerancia a ciertos grupos funcionales como los alcoholes o los aldehídos. Robert Grubbs y su equipo contribuyeron aislando por primera vez un alquilideno-rutenio también llamado catalizador de Grubbs de primera generación. A diferencia del anterior, este catalizador demostró ser estable en aire y agua mientras catalizaba la metátesis de muchas olefinas en condiciones suaves. Posteriormente, el equipo de Grubbs mejoró aún más su catalizador de partida al proponer el catalizador de Grubbs de segunda generación en el que una de las fosfinas del complejo inicial se reemplaza por un carbeno N-heterocíclico menos lábil y capaz de estabilizar mejor las especies de reacción gracias a su mayor carácter de ligando donante sigma. Este catalizador sigue siendo igual de tolerante pero más activo que el primero en la metátesis de olefinas.
Yves Chauvin, Robert Grubbs y Richard Schrock recibieron el Premio Nobel de Química en 2005 por su investigación sobre la metátesis olefínica.

## Emisión y recepción
En Francia, el público en general descubrió la metátesis cuando se otorgó el Premio Nobel a Yves Chauvin. En esta oportunidad, el periodista Gérard Dupuy hizo la siguiente descripción:

Tomas un equipo de rugby y un equipo de fútbol, los agitas para que la defensa de uno pegue junto con los delanteros del otro y obtienes un equipo de baloncesto más un coro polifónico.
Libération, 5 de octubre de 2005